# Равна Ријека
Равна Ријека је насеље у општини Бијело Поље у Црној Гори. Према попису из 2003. било је 848 становника (према попису из 1991. било је 726 становника).

## Демографија
У насељу Равна Ријека живи 593 пунолетна становника, а просечна старост становништва износи 33,3 година (31,5 код мушкараца и 35,1 код жена). У насељу има 218 домаћинстава, а просечан број чланова по домаћинству је 3,88.
Ово насеље је углавном насељено Србима (према попису из 2003. године), а у последња три пописа, примећен је пораст у броју становника.
|  |

| Демографија | Демографија | Демографија |
| Година      | Становника  | Становника  |
| ----------- | ----------- | ----------- |
|             |             |             |
|             |             |             |
|             |             |             |
|             |             |             |
| 1948.       | 547         |             |
| 1953.       | 591         |             |
| 1961.       | 674         |             |
| 1971.       | 791         |             |
| 1981.       | 643         |             |
| 1991.       | 726         | 721         |
| 2003.       | 862         | 848         |
|             |             |             |

| Етнички састав према попису из 2003.‍ | Етнички састав према попису из 2003.‍ | Етнички састав према попису из 2003.‍ | Етнички састав према попису из 2003.‍ | Етнички састав према попису из 2003.‍ |
| ------------------------------------ | ------------------------------------ | ------------------------------------ | ------------------------------------ | ------------------------------------ |
|                                      |                                      |                                      |                                      |                                      |
| Срби                                 | Срби                                 |                                      | 569                                  | 67,09%                               |
| Црногорци                            | Црногорци                            |                                      | 193                                  | 22,75%                               |
| Муслимани                            | Муслимани                            |                                      | 36                                   | 4,24%                                |
| Бошњаци                              | Бошњаци                              |                                      | 16                                   | 1,88%                                |
| Хрвати                               | Хрвати                               |                                      | 4                                    | 0,47%                                |
| непознато                            | непознато                            |                                      | 9                                    | 1,06%                                |

| Година пописа     | 1948. | 1953. | 1961. | 1971. | 1981. | 1991. | 2003. |
| ----------------- | ----- | ----- | ----- | ----- | ----- | ----- | ----- |
| Број домаћинстава | 127   | 136   | 161   | 162   | 131   | 196   | 221   |

| Број чланова      | 1   | 2  | 3  | 4  | 5  | 6  | 7  | 8 | 9 | 10 и више | Просек |
| ----------------- | --- | -- | -- | -- | -- | -- | -- | - | - | --------- | ------ |
| Број домаћинстава | 218 | 27 | 32 | 24 | 55 | 40 | 26 | 6 | 8 | 0         | 0      |

| Пол    | Укупно | Неожењен/Неудата | Ожењен/Удата | Удовац/Удовица | Разведен/Разведена | Непознато |
| ------ | ------ | ---------------- | ------------ | -------------- | ------------------ | --------- |
| Мушки  | 323    | 109              | 195          | 8              | 4                  | 7         |
| Женски | 325    | 83               | 193          | 36             | 6                  | 7         |
| УКУПНО | 648    | 192              | 388          | 44             | 10                 | 14        |

| Пол    | Укупно                    | Пољопривреда, лов и шумарство | Рибарство                            | Вађење руде и камена | Прерађивачка индустрија       |
| ------ | ------------------------- | ----------------------------- | ------------------------------------ | -------------------- | ----------------------------- |
| Мушки  | 119                       | 13                            | 0                                    | 0                    | 16                            |
| Женски | 66                        | 2                             | 0                                    | 0                    | 17                            |
| УКУПНО | 185                       | 15                            | 0                                    | 0                    | 33                            |
| Пол    | Производња и снабдевање   | Грађевинарство                | Трговина                             | Хотели и ресторани   | Саобраћај, складиштење и везе |
| Мушки  | 11                        | 7                             | 19                                   | 6                    | 16                            |
| Женски | 1                         | 0                             | 13                                   | 6                    | 1                             |
| УКУПНО | 12                        | 7                             | 32                                   | 12                   | 17                            |
| Пол    | Финансијско посредовање   | Некретнине                    | Државна управа и одбрана             | Образовање           | Здравствени и социјални рад   |
| Мушки  | 1                         | 1                             | 16                                   | 2                    | 2                             |
| Женски | 0                         | 0                             | 5                                    | 9                    | 9                             |
| УКУПНО | 1                         | 1                             | 21                                   | 11                   | 11                            |
| Пол    | Остале услужне активности | Приватна домаћинства          | Екстериторијалне организације и тела | Непознато            | Непознато                     |
| Мушки  | 2                         | 0                             | 0                                    | 7                    | 7                             |
| Женски | 1                         | 0                             | 0                                    | 2                    | 2                             |
| УКУПНО | 3                         | 0                             | 0                                    | 9                    | 9                             |

## Историја
У марту 1939. у лавини су страдали председник општине Миливоје Сошић и пет сељака.